# Brandon Sklenar

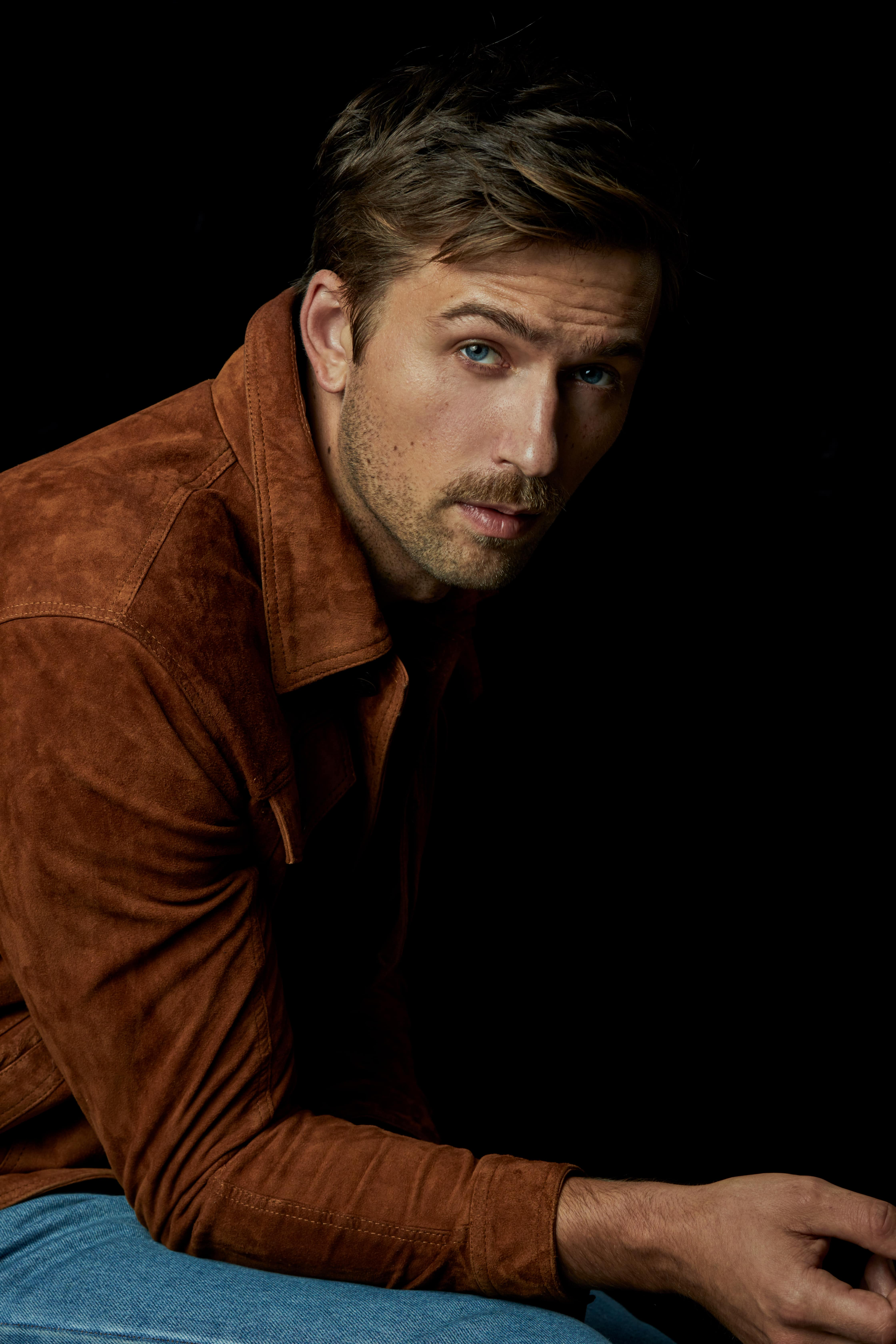
Brandon Sklenar (2019)

Brandon Sklenar, auch Brandon Tyler Sklenar (* 26. Juni 1990 in Dover, New Jersey), ist ein US-amerikanischer Schauspieler in Film und Fernsehen.

## Leben und Karriere
Geboren wurde Brandon Tyler Sklenar im Norden des Bundesstaates New Jersey als Sohn von Bruce Feakins und Francine Sklenar, die tschechoslowakischer Abstammung ist. Sklenar begann seine Karriere im Kino als junger Schauspieler im Jahre 2011 mit einem Auftritt in dem Kriminalfilm Cornered. Im Jahr 2017 spielte er in dem Horrordrama Temple neben Logan Huffman eine der Hauptrollen unter der Regie von Kameramann und Regisseur Michael Barrett. Es folgten weitere Auftritte in Filmproduktionen wie Mapplethorpe, Magic Lantern oder Vice – Der zweite Mann. In dem Kriegs-Epos Midway – Für die Freiheit von Roland Emmerich trat er 2019 in der Rolle des George 'Tex' Gay in Erscheinung. 2020 agierte er in dem Filmdrama Indigo Valley neben Rosie Day. Noch im gleichen Jahr sah man ihn in dem Scott Wiper-Thriller The Big Ugly im Ensemble um Vinnie Jones, Malcolm McDowell und Ron Perlman. Im Jahr 2022 spielte er die männliche Hauptrolle an der Seite von Tania Raymonde in der Science-Fiction-Produktion Futra Days von Regisseur Ryan David.
Sein Fernsehdebüt feierte Sklenar 2012 in der Serie Dating Rules from My Future Self. Neben seinen Kino- und Fernsehrollen wirkte Sklenar seit 2014 auch in einigen Kurzfilmen mit. In den darauffolgenden Jahren spielte er Rollen in verschiedenen populären Serien wie Truth Be Told, Fall Into Me, 2017 in New Girl, 2022 bei The Offer und der HBO-Science-Fiction-Western-Fernsehserie Westworld. 
Von 2022 bis 2025 war Sklenar an der Seite von Harrison Ford und Helen Mirren in der Westernserie 1923 von Taylor Sheridan in der Rolle des Spencer Dutton zu sehen. 2024 war er in dem Filmdrama Nur noch ein einziges Mal neben Blake Lively zu sehen.

## Filmografie (Auswahl)

### Kino
- 2011: Cornered
- 2016: Hunky Dory
- 2017: Temple
- 2018: Mapplethorpe
- 2018: Magic Lantern
- 2018: Glass Jaw
- 2018: Vice – Der zweite Mann (Vice)
- 2019: Midway – Für die Freiheit (Midway)
- 2020: Indigo Valley
- 2020: The Big Ugly
- 2021: Karen
- 2021: Jonesin'
- 2021: Shot in the Dark
- 2022: Emily the Criminal
- 2022: Futra Days
- 2024: Nur noch ein einziges Mal (It Ends with Us)
- 2025: Drop – Tödliches Date (Drop)

### Fernsehen
- 2012: Dating Rules from My Future Self (Fernsehserie, 1 Episode)
- 2015: Truth Be Told (Fernsehserie, 1 Episode)
- 2016: Fall Into Me (Fernsehserie, 1 Episode)
- 2017: New Girl (Fernsehserie, 1 Episode)
- 2022: The Offer (Fernsehminiserie, 1 Episode)
- 2022: Westworld (Fernsehserie, 2 Episoden)
- 2022–2025: 1923 (Fernsehserie, 15 Episoden)

### Kurzfilme
- 2014: Chance
- 2016: Bella Donna